# Vitaliano Donati

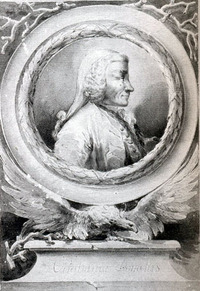

Vitaliano Donati (ur. 1717 w Padwie, zm. 26 lutego 1762 na Oceanie Indyjskim) – włoski archeolog i botanik. Otrzymał stopień doktora filozofii w 1739 roku.
Interesował się florą i fauną z Adriatyku i już w 1745 roku opublikował Della storia naturale marina dell'Adriatico. Dzieło to zostało przetłumaczone na wiele europejskich języków.
W 1750 roku Karol Emanuel III, król Sardynii, zaoferował mu katedrę botaniki i historii naturalnej na Uniwersytecie Turyńskim.
Podczas swej kariery profesorskiej, zajmował także katedrę mineralogii i geologii. Katedrę 'Orto Botanico dell'Università di Torino' prowadził od roku 1750 do swojej śmierci.
W 1759 roku odwiedził Egipt oraz półwysep Synaj, interesował się Morzem Czerwonym. Udał się do Syrii, Palestyny, a następnie do Arabii. Stamtąd odpłynął od Indii. Zginął 26 lutego 1762 roku, na Oceanie Indyjskim, kiedy podróżował na tureckim statku do Mangaluru w Indiach.

## Dzieła

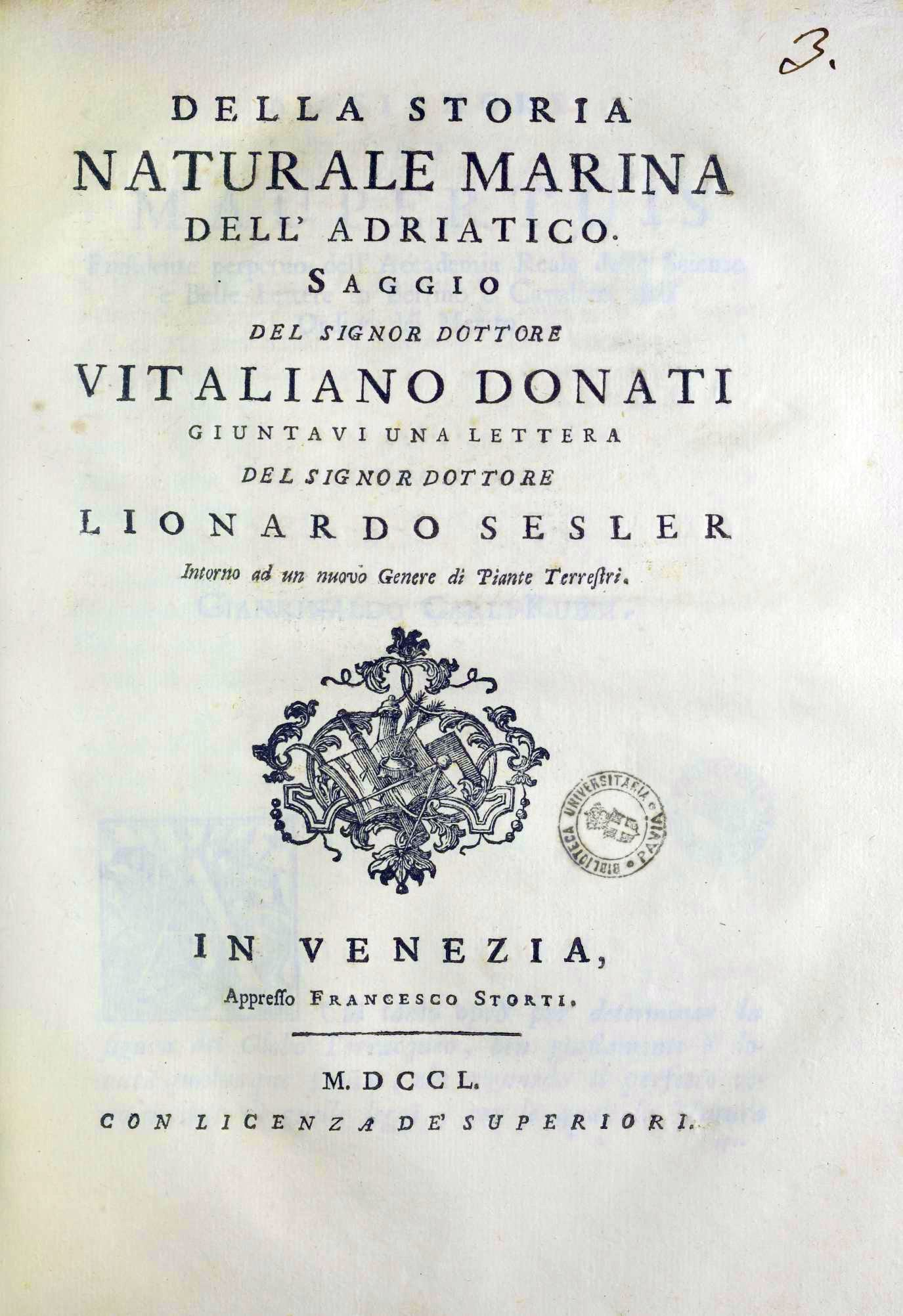
Della storia naturale marina dell'Adriatico, 1750

- Della storia naturale marina dell'Adriatico, (1745).
- Viaggio mineralogico nella Alpi occidentali di Vitaliano Donati a cura di Giuse Scalva, ed. Editrice Compositori per l'Istituto Nazionale per la Ricerca sulla Montagna di Roma (INRM).